# Libelingoï
Libelingoï est un village de la région du Centre du Cameroun. Localisé dans l'arrondissement (commune) de Ngog-Mapubi et le département du Nyong-et-Kéllé, il est situé à proximité des villages de Boumnyébel, Omog et Mamb. 

## Géographie
Localisé à 3° 55' 0" nord de latitude et 10° 55' 60" est de longitude, Libelingoï a un climat  tropical caractérisé par de fortes précipitations d'une moyenne de 2 059 mm et une température moyenne annuelle de 24,9 °C. 